# سباستین میگن
سباستین میگن (انگلیسی: Sébastien Migné؛ زادهٔ ۳۰ نوامبر ۱۹۷۲) بازیکن فوتبال اهل فرانسه است.